# ترجمة الأزمنة
ترجمة الأزمنة هي نقل الفعل المنصرف في زمن إلى آخر في زمن مقابل في  لغة أخرى.

## ترجمةالعربية
يترجم الزمن بحسب الصيغة والقرينة، والأولى إما ماض كضرب أو مضارع كيضرب والقرينة إما أداة كليس أو ظرف كغذا أو زمن سابق له في الجملة.